# Božena Sekaninová
Božena Sekaninová (* 4. října 1957 Šternberk) je česká politička, v letech 2006 až 2018 senátorka za obvod č. 62 – Prostějov, v letech 1998 až 2022 zastupitelka a v letech 1998 až 2009 také místostarostka města Prostějov, členka ČSSD.

## Vzdělání, profese a rodina
Vystudovala Střední zdravotní školu v Prostějově. Dvacet let pracovala jako zdravotní sestra či jako dispečerka záchranné služby. Byla také vrchní sestrou v agentuře domácí péče, od roku 1996 je zaměstnána v domově důchodců v Prostějově.
Je rozvedená, má dvě děti.

## Politická kariéra
Členkou ČSSD je od roku 1991. V komunální politice působila od roku 1998, kdy se stala uvolněnou místostarostkou města Prostějov.
V krajských volbách v roce 2000 kandidovala do Zastupitelstva Olomouckého kraje z 19. místa kandidátky ČSSD, ale nebyla zvolena.
Od roku 2006 působila v Senátu, když v prvním kole voleb do Senátu PČR porazila občanskou demokratku Ivanu Hemerkovou v poměru 36,93 % ku 25,89 % hlasů, ve druhém kole svou pozici potvrdila a vyhrála se ziskem 57,36 % všech platných hlasů. V Senátu působila jako členka Výboru pro zdravotnictví a sociální politiku a byla první místopředsedkyní Senátorského klubu ČSSD.
V krajských volbách v roce 2008 kandidovala do Zastupitelstva Olomouckého kraje z 39. místa kandidátky ČSSD, ale nebyla zvolena.
Ve volbách do Senátu PČR v roce 2012 obhájila mandát senátorky, když v prvním kole voleb získala 42,65 % hlasů, ve druhém kole pak se ziskem 73,30 % hlasů porazila kandidáta KSČM Jaroslava Šlambora.
V komunálních volbách v roce 2014 obhájila za ČSSD post zastupitelky Prostějova. Na kandidátce byla původně na 10. místě, ale vlivem preferenčních hlasů se posunula na 4. místo. Ve volbách v roce 2018 mandát zastupitelky města za ČSSD opět obhájila. Na kandidátce byla původně na 13. místě, ale vlivem preferenčních hlasů se posunula na 3. místo. Ve volbách v roce 2022 již nekandidovala.
Ve volbách do Senátu PČR v roce 2018 obhajovala za ČSSD svůj senátorský mandát v obvodu č. 62 – Prostějov. Ačkoliv se ziskem 18,68 % hlasů vyhrála první kolo voleb, ve druhém kole byla poražena nezávislou kandidátkou Jitkou Chalánkovou v poměru hlasů 40,14 % : 59,85 %.